# 苏州信息职业技术学院
苏州信息职业技术学院，在南京邮电大学吴江职业技术学院基础上创办的一所普通高等专业学校。

## 历史
- 2003年，批准成立公有民办二级学院南京邮电大学吴江职业技术学院；
- 2009年3月，在此基础上建立苏州信息职业技术学院。